# Louwesweg
De Louwesweg in Slotervaart in het Amsterdamse stadsdeel Nieuw-West ligt in het verlengde van de Aletta Jacobslaan, vanaf de Johan Huizingalaan tot aan de Antwerpenbaan. Deze straat in Amsterdam werd in 1957 vernoemd naar topambtenaar en ontwikkelaar van het voedseldistributiesysteem in de Tweede Wereldoorlog Stefan Louwes (1889-1953).

## Ligging
In het zuidelijke gedeelte van de Sloterpolder werd in de jaren vijftig een smalle landelijke weg aangelegd ter ontsluiting van het door stadsuitbreiding naar het westen opgeschoven nieuwe Tuinbouwgebied Sloten ten zuiden van de Plesmanlaan en ten noorden van de Sloterweg. De weg liep van de Johan Huizingalaan  door naar de Geer Ban en Vrije Geer in Sloten en eindigde op de Plesmanlaan. In 1975 werd het gedeelte tussen de Johan Huizingalaan en het Christoffel Plantijnpad verbreed en verscheen in het midden een gecombineerde tram/busbaan met aan de zuidzijde tegenover het nieuwe ziekenhuis een keerlus. 
Eind jaren tachtig werden de tuinders uitgekocht voor het plan van het nimmer gebouwde olympisch dorp voor de beoogde Spelen van 1992 die uiteindelijk aan Barcelona werden toegewezen. Daarna werd het gebied bestemd voor woningbouw voor de wijk Nieuw Sloten. Na het Christoffel Plantijnpad werd in 1991 de Louwesweg vervangen door de Antwerpenbaan en de Geer Ban door de Anderlechtlaan.
Bekende gebouwen aan de Louwesweg zijn het in 1975 in gebruik genomen voormalige Slotervaartziekenhuis en het opleidingsgebouw voor tandheelkunde ACTA. Dit ACTA-gebouw is van 2010 tot 2012 omgebouwd tot studentenhuisvesting en een broedplaats voor culturele ondernemers. Aan de Louwesweg liggen verder het woonzorg- en revalidatiecentrum Hof van Sloten en een appartementencomplex, dat sinds 18 augustus 1976 de eigen straatnaam Louweshoek heeft.

Afbeeldingen
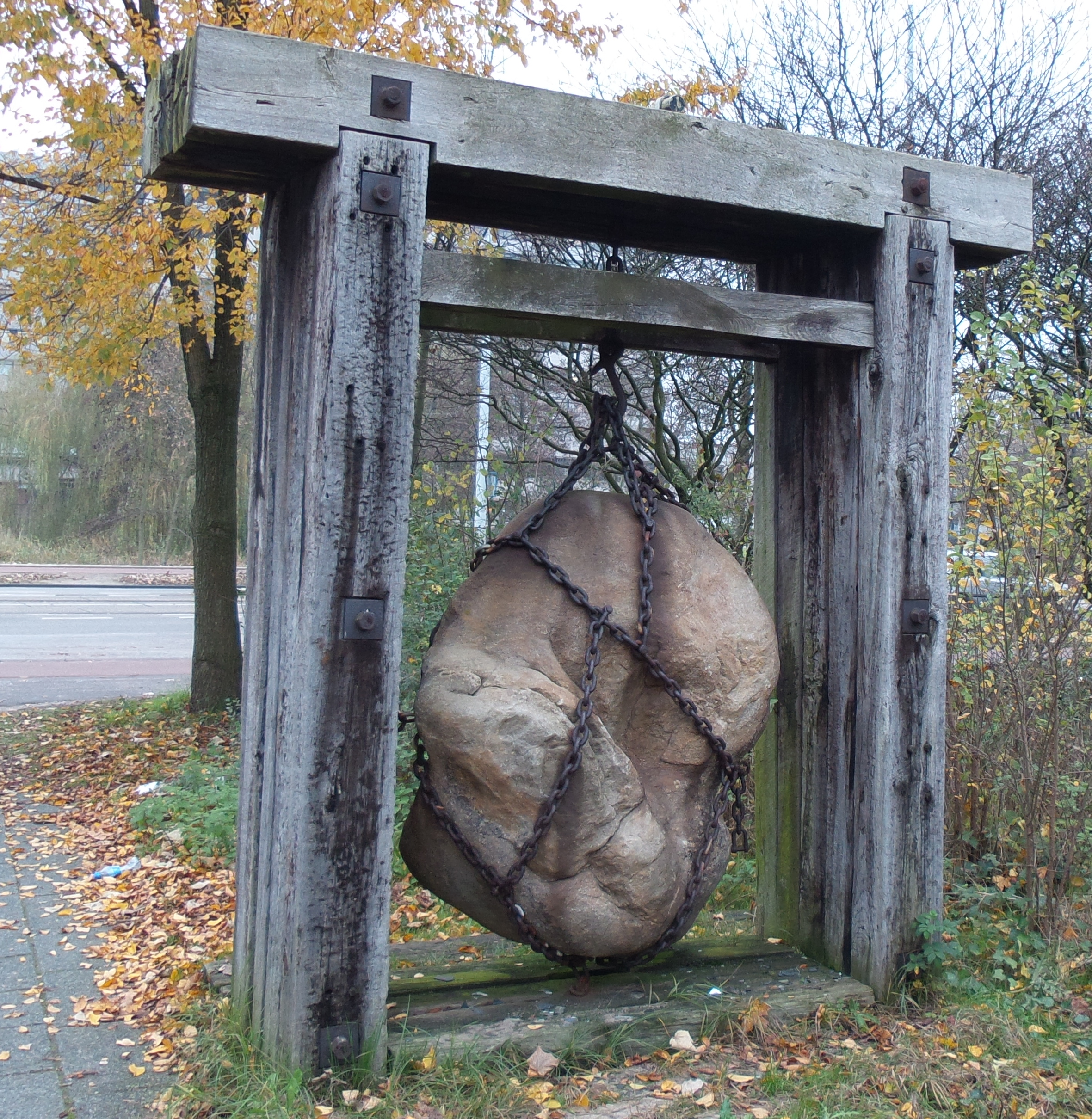
'De Kies' van Wim Tap bij de ingang van de ACTA
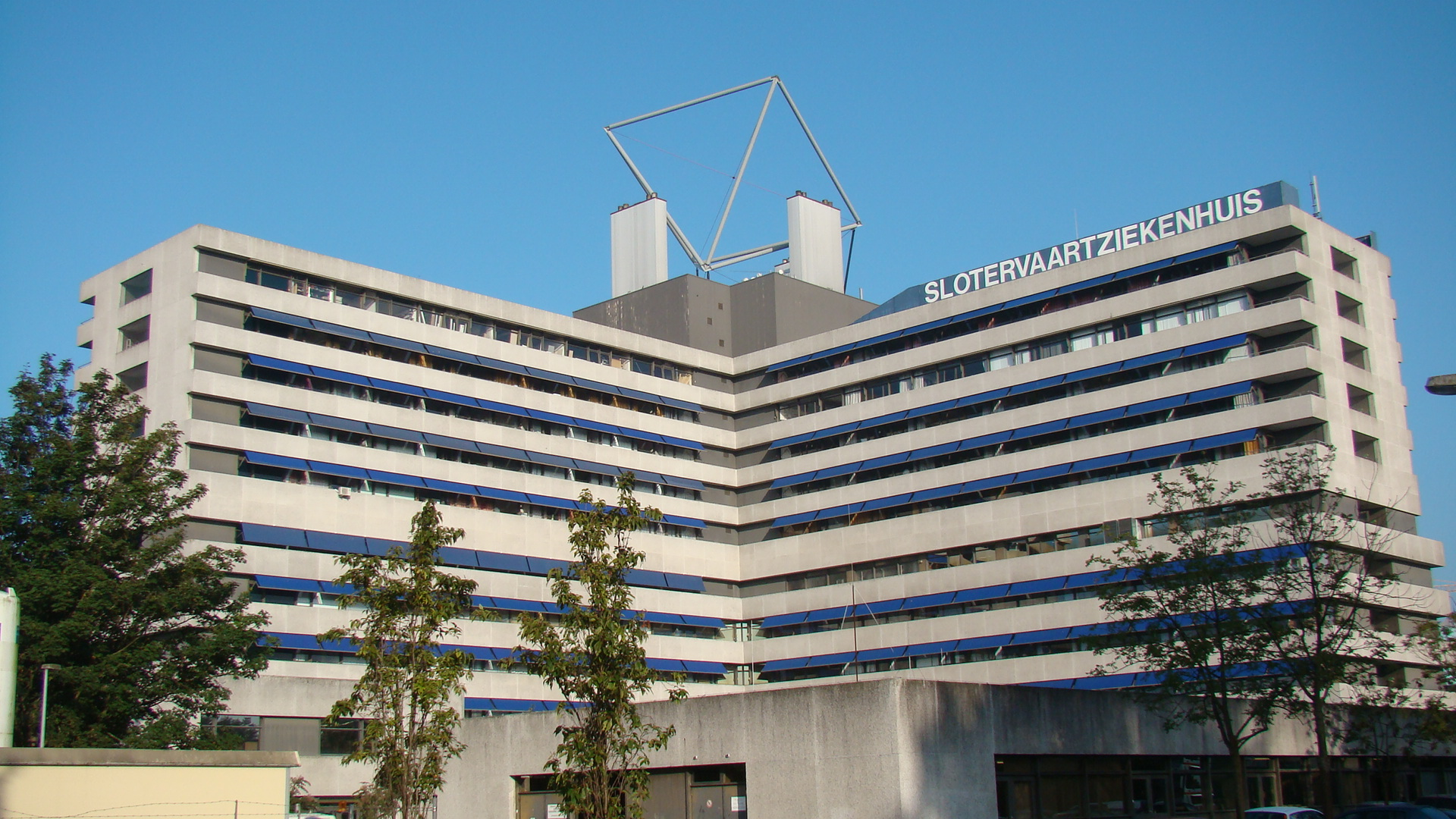
Voormalig Slotervaartziekenhuis
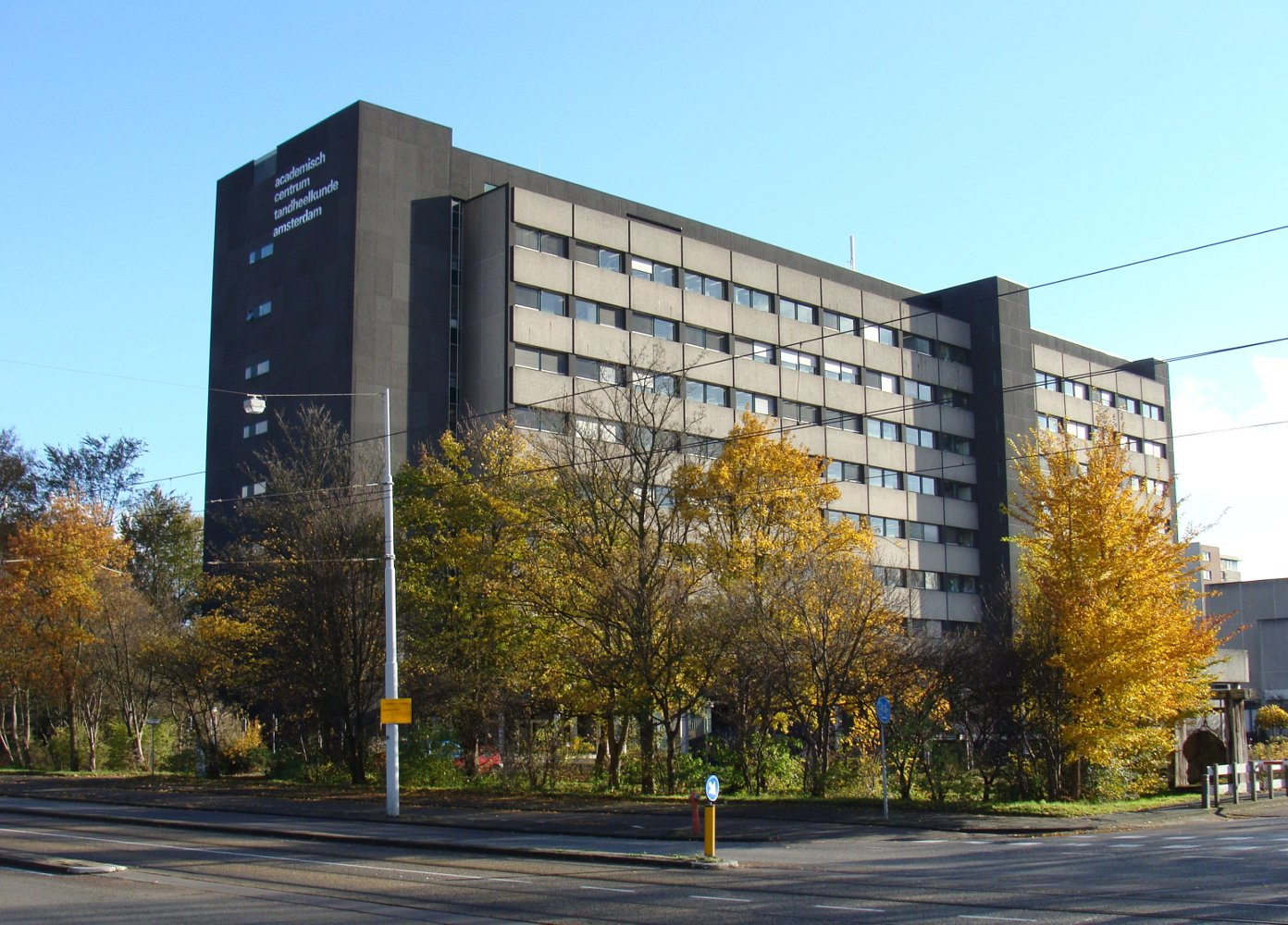
Voormalige hoofdvestiging van de ACTA.
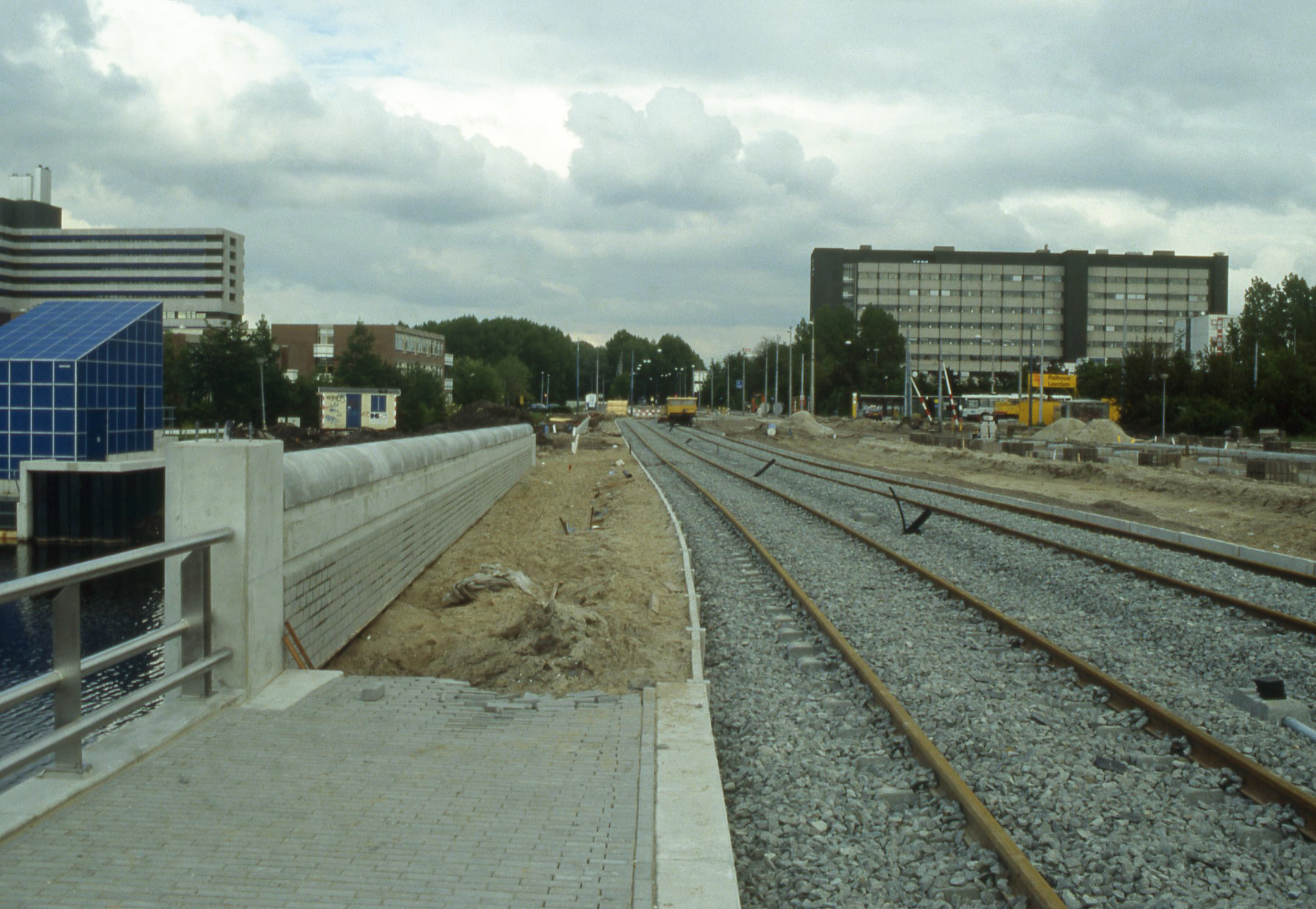
Aanleg van de trambaan in 1991, gezien naar het oosten. Links het Slotervaartziekenhuis, rechts het ACTA-gebouw.

## Openbaar vervoer
Sinds 1975 rijden tram 2 en bus 18 vanaf de Johan Huizingalaan over de Louwesweg in Slotervaart-Zuid. Enkele zijstraten bij het Slotervaartziekenhuis kregen hierbij ook de naam Louwesweg. In 1991 werd tram 2 via de Antwerpenbaan verlengd naar Nieuw Sloten. Sinds 2017 rijdt ook bus 195 hier.